# Ronde van Italië 2016/Elfde etappe
De elfde etappe van de Ronde van Italië 2016 wordt gereden op 18 mei 2016 van Modena naar Asolo. De etappe is 227 kilometer lang.

## Verloop
Direct na de start ontstaat een ontsnapping met negen renners: Manuel Quinziato, Leigh Howard, Roger Kluge, Eugert Zhupa, Giacomo Berlato, Anton Vorobjov, Manuele Boaro, Moreno Moser en Filippo Pozzato. Na een vijftigtal kilometer worden de vluchters terug gegrepen. Hierna ontstaat een nieuw koptrio met Liam Bertazzo, Vegard Stake Laengen en opnieuw Anton Vorobjov. Na 110 kilometer diende Tom Dumoulin op te geven. De vluchters hadden op dat moment een voorsprong van elf minuten. De grootste voorsprong van een vlucht in deze Giro. Op 30 kilometer van de meet is er een massale valpartij, waardoor het peloton in twee stukken breekt. In het tweede peloton zijn onder meer klassementsrenner Domenico Pozzovivo en sprinter Arnaud Démare beland. Op de Forcella Mostaccin versnelt Steven Kruijswijk. Favorieten Vincenzo Nibali, Alejandro Valverde en Esteban Chaves volgen in zijn spoor en gaan er met zijn drieën alleen vandoor in de afdaling.
Het peloton haalt het drietal weer bij, waarop Andrey Amador versnelt. Roze trui Bob Jungels volgt. Even later sluit ook Diego Ulissi aan. Jungels zet de sprint in. Ulissi wint.

## Uitslag
| Modena naar Asolo (227 km) |                    |                             |          |
| Plaats                     | Naam               | Ploeg                       |          |
| Winnaar                    | Diego Ulissi       | Lampre-Merida               | 4u56'32" |
| 2                          | Andrey Amador      | Movistar Team               | z.t.     |
| 3                          | Bob Jungels        | Etixx-Quick Step            | z.t.     |
| 4                          | Giacomo Nizzolo    | Trek-Segafredo              | + 13"    |
| 5                          | Sonny Colbrelli    | Bardiani CSF                | z.t.     |
| 6                          | Matteo Trentin     | Etixx-Quick Step            | z.t.     |
| 7                          | Sacha Modolo       | Lampre-Merida               | z.t.     |
| 8                          | Enrico Battaglin   | Team LottoNL-Jumbo          | z.t.     |
| 9                          | Tim Wellens        | Lotto Soudal                | z.t.     |
| 10                         | Alejandro Valverde | Movistar Team               | z.t.     |
| 11                         | Ivan Savitski      | Gazprom-RusVelo             | z.t.     |
| 12                         | Ilnoer Zakarin     | Team Katjoesja              | z.t.     |
| 13                         | Rigoberto Urán     | Cannondale Pro Cycling Team | z.t.     |
| 14                         | Rafał Majka        | Tinkoff                     | z.t.     |
| 15                         | Steven Kruijswijk  | Team LottoNL-Jumbo          | z.t.     |

## Klassementen
| Algemeen klassement |                    |                    |           |
| Plaats              | Naam               | Ploeg              | Tijd      |
| Roze trui           | Bob Jungels        | Etixx-Quick Step   | 45u16'20" |
| 2                   | Andrey Amador      | Movistar Team      | + 24"     |
| 3                   | Alejandro Valverde | Movistar Team      | + 1'07"   |
| 4                   | Steven Kruijswijk  | Team LottoNL-Jumbo | z.t.      |
| 5                   | Vincenzo Nibali    | Astana Pro Team    | + 1'09"   |
| 6                   | Rafał Majka        | Tinkoff            | + 2'01"   |
| 7                   | Ilnoer Zakarin     | Team Katjoesja     | + 2'25"   |
| 8                   | Esteban Chaves     | Orica GreenEDGE    | + 2'43"   |
| 9                   | Gianluca Brambilla | Etixx-Quick Step   | + 2'45"   |
| 10                  | Diego Ulissi       | Lampre-Merida      | + 2'47"   |
|                     |                    |                    |           |
| 20                  | Maxime Monfort     | Lotto-Soudal       | + 7'21"   |

| Puntenklassement |                    |                    |        |
| Plaats           | Naam               | Ploeg              | Punten |
| Rode trui        | André Greipel      | Lotto Soudal       | 119    |
| 2                | Arnaud Démare      | FDJ                | 103    |
| 3                | Diego Ulissi       | Lampre-Merida      | 100    |
| 4                | Giacomo Nizzolo    | Trek-Segafredo     | 96     |
| 5                | Maarten Tjallingii | Team LottoNL-Jumbo | 82     |

| Bergklassement |                   |                    |        |
| Plaats         | Naam              | Ploeg              | Punten |
| Blauwe trui    | Damiano Cunego    | Nippo-Vini Fantini | 56     |
| 2              | Giulio Ciccone    | Bardiani CSF       | 27     |
| 3              | Tim Wellens       | Lotto Soudal       | 25     |
| 4              | Stefano Pirazzi   | Bardiani CSF       | 18     |
| 5              | Giovanni Visconti | Movistar Team      | 17     |

| Jongerenklassement |                 |                             |           |
| Plaats             | Naam            | Ploeg                       | Tijd      |
| Witte trui         | Bob Jungels     | Etixx-Quick Step            | 45u16'20" |
| 2                  | Davide Formolo  | Cannondale Pro Cycling Team | + 5'49"   |
| 3                  | Sebastián Henao | Team Sky                    | + 13'31"  |
| 4                  | Valerio Conti   | Lampre-Merida               | + 14'38"  |
| 5                  | Carlos Verona   | Etixx-Quick Step            | + 24'50"  |

| Ploegenklassement (tijd) |                             |            |
| Plaats                   | Ploeg                       | Tijd       |
| 1                        | Movistar Team               | 135u54'01" |
| 2                        | Etixx-Quick Step            | + 2'07"    |
| 3                        | Astana Pro Team             | + 5'52"    |
| 4                        | Team Katjoesja              | + 9'28"    |
| 5                        | Cannondale Pro Cycling Team | + 10'28"   |

## Opgaves
- Tom Dumoulin (Team Giant-Alpecin)

1e etappe ·
2e etappe ·
3e etappe ·
4e etappe ·
5e etappe ·
6e etappe ·
7e etappe ·
8e etappe ·
9e etappe ·
10e etappe ·
11e etappe ·
12e etappe ·
13e etappe ·
14e etappe ·
15e etappe ·
16e etappe ·
17e etappe ·
18e etappe ·
19e etappe ·
20e etappe ·
21e etappe
Startlijst · Eindstanden · Afbeeldingen